# Estatua del lazador

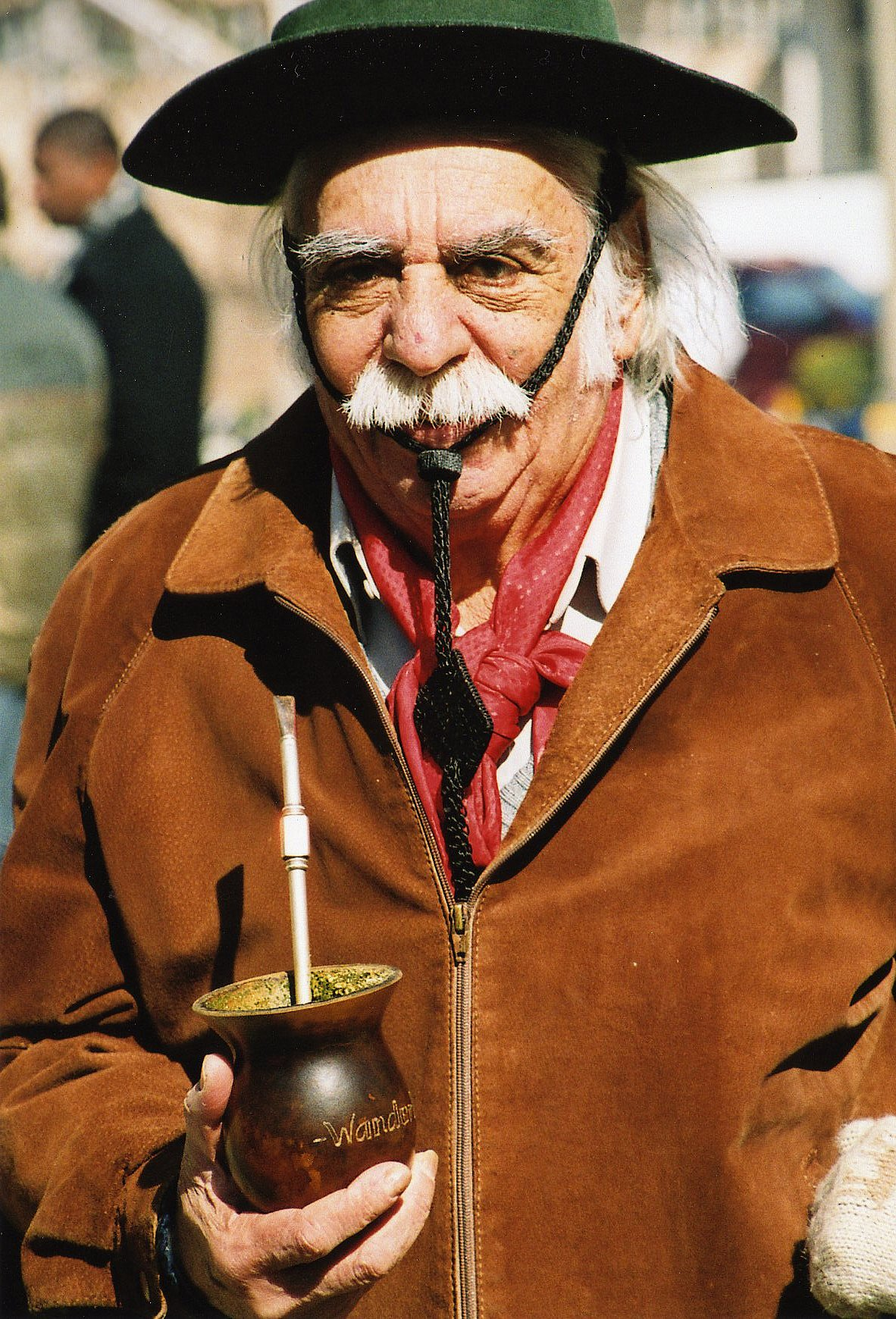
Paixão Côrtes, modelo en 1954 para la estatua del lazador, mateando en Santana do Livramento, Río Grande del Sur (2007).

La estatua del lazador (o monumento al lazador) es una escultura en la ciudad de Porto Alegre, Río Grande del Sur, que representa a un gaucho, vestido con prendas tradicionales («pilchas») y un lazo en su mano derecha. Es el símbolo oficial de la ciudad, por ley municipal de 1992.
Fue declarada patrimonio histórico de Porto Alegre en 2001 y en 2007 se la trasladó, de su emplazamiento original en el largo do Bombeiro, a su ubicación actual en el sitio O Laçador, frente a la primera terminal del Aeropuerto Internacional Salgado Filho. 
Es obra del escultor pelotense Antônio Caringi. Para utilizar un «gaucho auténtico» como modelo para su obra, Caringi contó con el folclorista Paixão Côrtes (1927-2018), por entonces un joven de 26 años investigador de la cultura campera de Río Grande del Sur, quien posó para el artista vestido con su indumentaria de gaucho.
Está hecha en bronce, tiene 4,45 m de altura, pesa 3,8 toneladas y está asentada sobre un pedestal de granito trapezoidal de 2,10 m de altura.

## Historia
En 1954 se realizó en Porto Alegre un concurso para la ejecución de una escultura que sirviese como símbolo de Río Grande del Sur en la Exposición del IV Centenario de la fundación de la ciudad de São Paulo, a realizarse en el Parque Ibirapuera. Fue elegido el proyecto de Antônio Caringi. También presentaron proyectos los artistas Vasco Prado y Fernando Corona. La escultura original en yeso fue expuesta en el espacio central del pabellón de Río Grande del Sur. Si bien el propósito original era ofrecer la obra a la ciudad de São Paulo, fue tan bien recibida por el público gaúcho que se generó un movimiento popular para que se instalase en Porto Alegre. La prefectura adquirió la estatua y el 20 de septiembre de 1958 fue inaugurada en el Largo do Bombeiro, con motivo del 123 aniversario de la revolución Farroupilha.

## Ubicación
Después de 48 años en su ubicación original en la avenida dos Estados, en el barrio São João al norte de Porto Alegre, la estatua fue transferida el 11 de marzo de 2007 al Sitio O Laçador (El Lazador), frente a la primera terminal del Aeropuerto Internacional Salgado Filho, en la misma avenida y a una distancia de seiscientos metros de su primer emplazamiento. El motivo del traslado fue que el entonces proyectado viaducto «Leonel Brizola» pasaría por donde se encontraba.
El Sitio O Laçador tiene seis espacios diferenciados con los colores del estado de Río Grande del Sur, en 4000 metros cuadrados de área. La estatua fue ubicada en un espacio más elevado, en la cima de un montículo que simula una cuchilla que le sirve de base, con el propósito de que quedase bien visible para quienes lleguen a Porto Alegre por la autopista BR-116. Este lugar se ha convertido en centro de eventos y manifestaciones de todo tipo.